# Kedungwinong (Sukolilo)
Kedungwinong is een bestuurslaag in het regentschap Pati van de provincie Midden-Java, Indonesië. Kedungwinong telt 5971 inwoners (volkstelling 2010).